# Criminal (bài hát của Britney Spears)
Criminal là một bài hát của nghệ sĩ thu âm người Mỹ Britney Spears nằm trong album phòng thu thứ bảy của cô, Femme Fatale (2011). Nó được phát hành vào ngày 30 tháng 9 năm 2011 như là đĩa đơn thứ tư và cũng là cuối cùng trích từ album. "Criminal" được sáng tác và sản xuất bởi Max Martin và Shellback, với sự tham gia hỗ trợ viết lời từ Tiffany Amber. Sau khi lắng nghe bài hát lần đầu, Spears cảm thấy nó thật khác biệt và không giống như bất cứ giai điệu nào cô từng nghe. Sau đó, nữ ca sĩ đã đăng một đoạn ngắn của bài hát lên mạng vào ngày 2 tháng 3 năm 2011, trước khi phát hành album. "Criminal" đã được lựa chọn là đĩa đơn tiếp theo cho Femme Fatale sau một cuộc thăm dò trên trang Facebook cá nhân của Spears, như một cách để đáp lại tình cảm của người hâm mộ dành cho mình.
Được xem là bản ballad duy nhất của album, "Criminal" là một bài hát sử dụng tiếng đàn guitar theo định hướng midtempo, trong đó kết hợp giai điệu của sáo, mang ảnh hưởng bởi các tác phẩm của ABBA và Madonna. Trong bài hát, Spears hát về một tình yêu ngoài vòng pháp luật và cầu xin mẹ cô đừng lo lắng về mối quan hệ của họ. Nó nhận được những đánh giá tích cực từ các nhà phê bình âm nhạc. Sau khi phát hành Femme Fatale, bài hát đã xuất trên bảng xếp hạng quốc tế của Hàn Quốc. "Criminal" còn lọt vào các bảng xếp hạng ở Canada, Pháp, Thụy Điển, Thụy Sĩ và Hoa Kỳ.
Video ca nhạc của "Criminal" được ghi hình ở Dalston và Stoke Newington, London. Trong video, Spears vào vai một quý cô thượng lưu rơi vào mối tình với một tên tội phạm khét tiếng, do bạn trai của Spears lúc bấy giờ là Jason Trawick thủ vai. Trước khi phát hành, các quan chức của thành phố London đã chỉ trích Spears vì những cảnh quay với súng của cô, sau khi khu vực này bị ảnh hưởng nặng nề trong năm 2011 bởi một cuộc bạo loạn lớn. Nó nhận được phản hồi tích cực từ giới phê bình, gọi đây là video xuất sắc nhất trong cách đĩa đơn từ album.

## Danh sách bài hát
| - Tải kĩ thuật số 1. "Criminal" (Radio Mix) — 3:45 - Tải kĩ thuật số (EP) 1. "Criminal" (Radio Mix) — 3:45 2. "Criminal" (Varsity Team Radio Remix) — 4:23 3. "Criminal" (Tom Piper & Riddler Remix) — 5:50 4. "Criminal" (Video) — 5:21 | - Tải kĩ thuật số (Remixes) 1. "Criminal" (DJ Laszlo Mixshow Edit) — 5:20 2. "Criminal" (DJ Laszlo Club Mix) — 6:53 3. "Criminal" (Tom Piper & Riddler Remix) — 5:50 4. "Criminal" (Varsity Team Extended Remix) — 6:36 5. "Criminal" (Varsity Team Mixshow) — 6:21 |

## Thành phần sản xuất
Thành phần sản xuất được lấy từ các ghi chú trong album Femme Fatale
| - Britney Spears – Hát chính - Max Martin – Sáng tác, sản xuất and keyboards - Shellback – Sáng tác, sản xuất, keyboards và guitar - Tiffany Amber – sáng tác | - Chau Phan – hát nền - John Hanes – kĩ thuật - Tim Roberts – kĩ thuật viên - Serban Ghenea – mix âm thanh |

## Xếp hạng
| Bảng xếp hạng (2011–12)                  | Vị trí cao nhất |
| ---------------------------------------- | --------------- |
| Bỉ (Ultratop 50 Flanders)                | 38              |
| Bỉ (Ultratop 50 Wallonia)                | 24              |
| Brazil (Billboard Brasil Hot 100)        | 1               |
| Brazil Hot Pop Songs                     | 1               |
| Bulgary (IFPI)                           | 3               |
| Canada (Canadian Hot 100)                | 16              |
| Croatia (Airplay Radio Chart)            | 23              |
| Cộng hòa Séc (Rádio Top 100)             | 6               |
| Đan Mạch (Tracklisten)                   | 39              |
| Finland (Suomen virallinen lista)        | 11              |
| Pháp (SNEP)                              | 13              |
| Israel (Media Forest)                    | 4               |
| Lebanon (Lebanese Top 20)                | 4               |
| Poland (ZPAV)                            | 2               |
| Slovakia (Rádio Top 100)                 | 8               |
| South Korea (International Chart) (GAON) | 51              |
| Tây Ban Nha (PROMUSICAE)                 | 46              |
| Spain (Airplay Chart)                    | 18              |
| Thụy Điển (Sverigetopplistan)            | 36              |
| Thụy Sĩ (Schweizer Hitparade)            | 33              |
| Ukraine (FDR Charts)                     | 7               |
| Hoa Kỳ Billboard Hot 100                 | 55              |
| Hoa Kỳ Dance Club Songs (Billboard)      | 41              |
| Hoa Kỳ Pop Airplay (Billboard)           | 19              |

| Bảng xếp hạng (2012)               | Vị trí |
| ---------------------------------- | ------ |
| Brazil (Billboard Hot 100 Airplay) | 9      |
| Brazil (Billboard Hot Pop Songs)   | 6      |
| Russia (Hot 50 Airplay)            | 37     |

## Lịch sử phát hành
| Nước           | Ngày                 | Định dạng        | Nhãn hiệu   |
| -------------- | -------------------- | ---------------- | ----------- |
| Bỉ             | 30 tháng 9 năm 2011  | Tải kĩ thuật số  | RCA Records |
| Ý              | 30 tháng 9 năm 2011  | Tải kĩ thuật số  | RCA Records |
| Hà Lan         | 30 tháng 9 năm 2011  | Tải kĩ thuật số  | RCA Records |
| Na Uy          | 30 tháng 9 năm 2011  | Tải kĩ thuật số  | RCA Records |
| Thụy Sĩ        | 30 tháng 9 năm 2011  | Tải kĩ thuật số  | RCA Records |
| Mỹ             | 04 tháng 10 năm 2011 | Tải kĩ thuật số  | RCA Records |
| Canada         | 04 tháng 10 năm 2011 | Tải kĩ thuật số  | RCA Records |
| Mỹ             | 4 tháng 11 năm 2011  | Mainstream radio | RCA Records |
| Đức            | 11 tháng 11 năm 2011 | Tải kĩ thuật số  | RCA Records |
| Vương quốc Anh | 19 tháng 11 năm 2011 | Tải kĩ thuật số  | RCA Records |